# Зубович Єгор В'ячеславович
Єгор В'ячеславович Зубович (біл. Ягор Вячаслававіч Зубовіч, рос. Егор Вячеславович Зубович, нар. 1 червня 1989, Узда) — білоруський футболіст, нападник.

## Клубна кар'єра
У дорослому футболі дебютував 2007 року виступами за МТЗ-РІПО, в якому провів один сезон, взявши участь у 12 матчах чемпіонату.
Своєю грою за цю команду привернув увагу представників тренерського штабу «Динамо» (Мінськ), до складу якого приєднався на початку 2008 року, проте не зміг закріпитись у складі «динамівців» і сезон 2009 року провів на правах оренди за «Торпедо» (Жодіно).
Згодом грав у складі «Партизана» (Мінськ) та «Білшини», після чого переїхав за кордон у польську «Ягеллонію».
Але через два тижні був звільнений головний тренер польської команди Чеслав Міхневич, а новий тренер не бачив Зубовичс в складі. В результаті цього Єгор повернувся до Білорусі, потрапивши в оренду в новополоцький «Нафтан». Наразі встиг відіграти за команду з Новополоцька 15 матчів в національному чемпіонаті.

## Виступи за збірні
Протягом 2008–2009 років залучався до складу молодіжної збірної Білорусі.Всього на молодіжному рівні зіграв у 5 офіційних матчах.
Захищав кольори олімпійської збірної Білорусі на Олімпійських іграх 2012 року у Лондоні.

## Досягнення
- Володар Кубка Білорусі (3):

Нафтан: 2011-12
Німан: 2023-24, 2024-25